# Chin Hormechea
Chin Hormechea (Colón, Panamá; 12 de mayo de 1996) es un futbolista panameño. Juega en la posición de defensa central. Actualmente juega para el Atlético Chiriquí de la Primera División de Panamá.

## Trayectoria
Chin Hormechea, formado en la cantera del Árabe Unido es uno de los mejores defensas centrales de club. En 2015, participó en la Copa Mundial de Fútbol Sub-20 de 2015 realizada en Nueva Zelanda.
En el Campeonato Sub-20 de la Concacaf de 2015 Chin Hormechea tuvo una destacada participación donde fue una de las figuras del torneo.
El 31 de julio de 2018 en un partido de octavos de final de Liga Concacaf 2018, Chin Hormechea marcó su primer doblete internacional ayudando a su equipo a ganar al Arnett Gardens de Jamaica 3-0.

## Selección nacional

### Categorías inferiores
Ha sido convocado por selección Sub-17 de Panamá para disputar el Campeonato Sub-17 de la Concacaf de 2013 y la Copa Mundial de Fútbol Sub-17 de 2013.
Ha sido convocado por selección Sub-20 de Panamá para disputar el Campeonato Sub-20 de la Concacaf de 2015 y la Copa Mundial de Fútbol Sub-20 de 2015.

### Selección absoluta
Hizo su debut con la selección absoluta en la derrota frente a  Estados Unidos.

### Participaciones en selección nacional
| Copa                     | Categoría | Sede                   | Resultado      | Partidos | Goles |
| ------------------------ | --------- | ---------------------- | -------------- | -------- | ----- |
| Campeonato Sub-17 2013   | Sub-17    | Estados Unidos         | Subcampeón     | 6        | 0     |
| Copa Mundial Sub-17 2013 | Sub-17    | Emiratos Árabes Unidos | Fase de grupos | 3        | 0     |
| Campeonato Sub-20 2015   | Sub-20    | Jamaica                | Subcampeón     | 6        | 0     |
| Copa Mundial Sub-20 2015 | Sub-20    | Nueva Zelanda          | Fase de grupos | 2        | 0     |

## Clubes
| Club                   | País   | Año           |
| ---------------------- | ------ | ------------- |
| Árabe Unido            | Panamá | 2014-2020     |
| Sporting San Miguelito | Panamá | 2020-2022     |
| Atlético Chiriquí      | Panamá | 2022-presente |

## Campeonatos nacionales
| Título            | Club        | País   | Año  |
| ----------------- | ----------- | ------ | ---- |
| LPF Clausura 2015 | Árabe Unido | Panamá | 2015 |
| LPF Apertura 2015 | Árabe Unido | Panamá | 2015 |
| LPF Apertura 2016 | Árabe Unido | Panamá | 2016 |

- Datos: Q20090936